# کلیسای سنت ماری وولنوث
کلیسای سنت ماری وولنوث (انگلیسی: St Mary Woolnoth) یک کلیسای انگلیکان در لندن، انگلستان است.
این کلیسا که مابین خیابان لومباد و خیابان کینگ ویلیام قرار دارد در سال ۱۷۱۶ میلادی شروع به ساخت و در سال ۱۷۲۷ ساخت آن به پایان رسیده‌است.

## نگارخانه

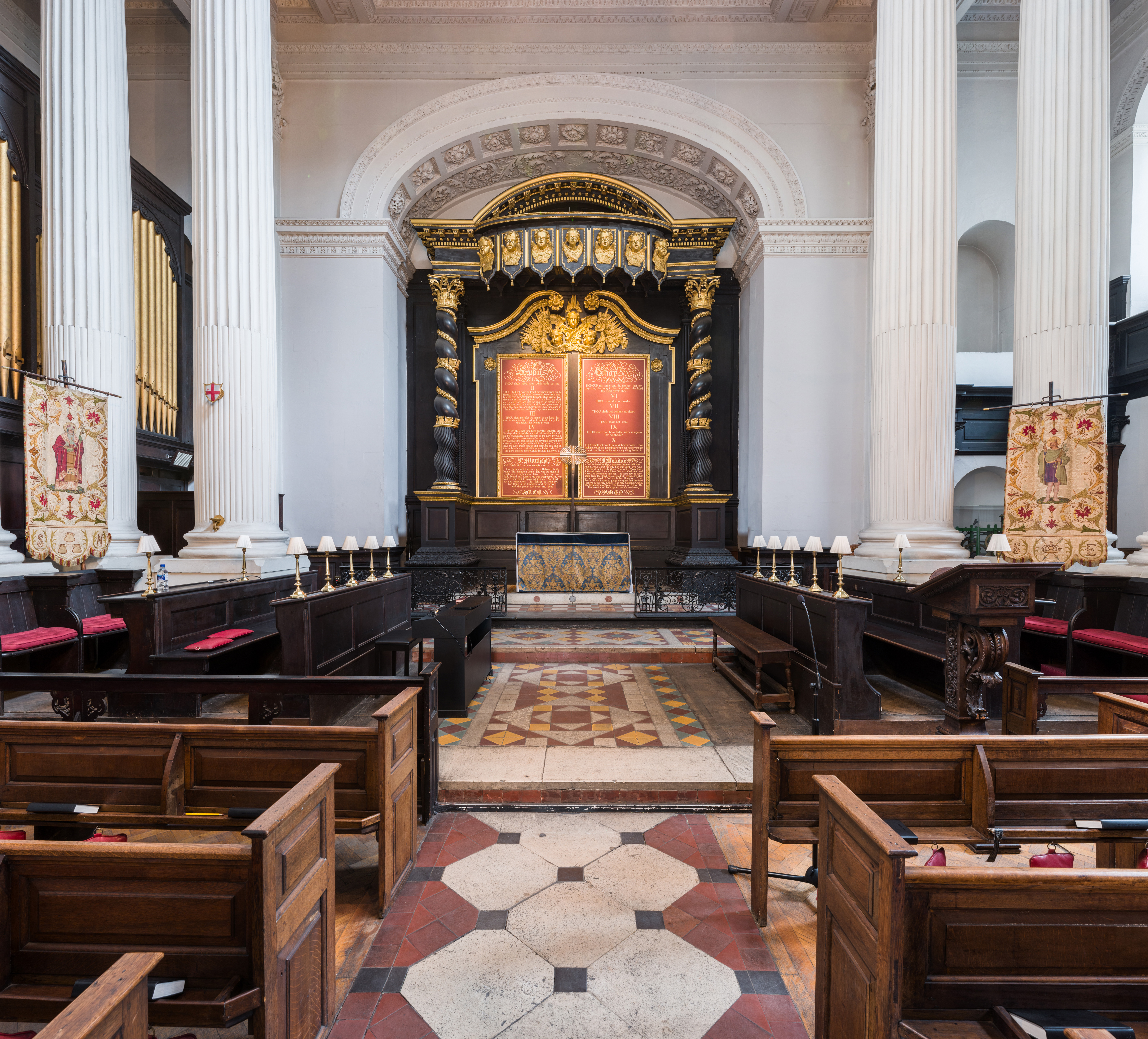
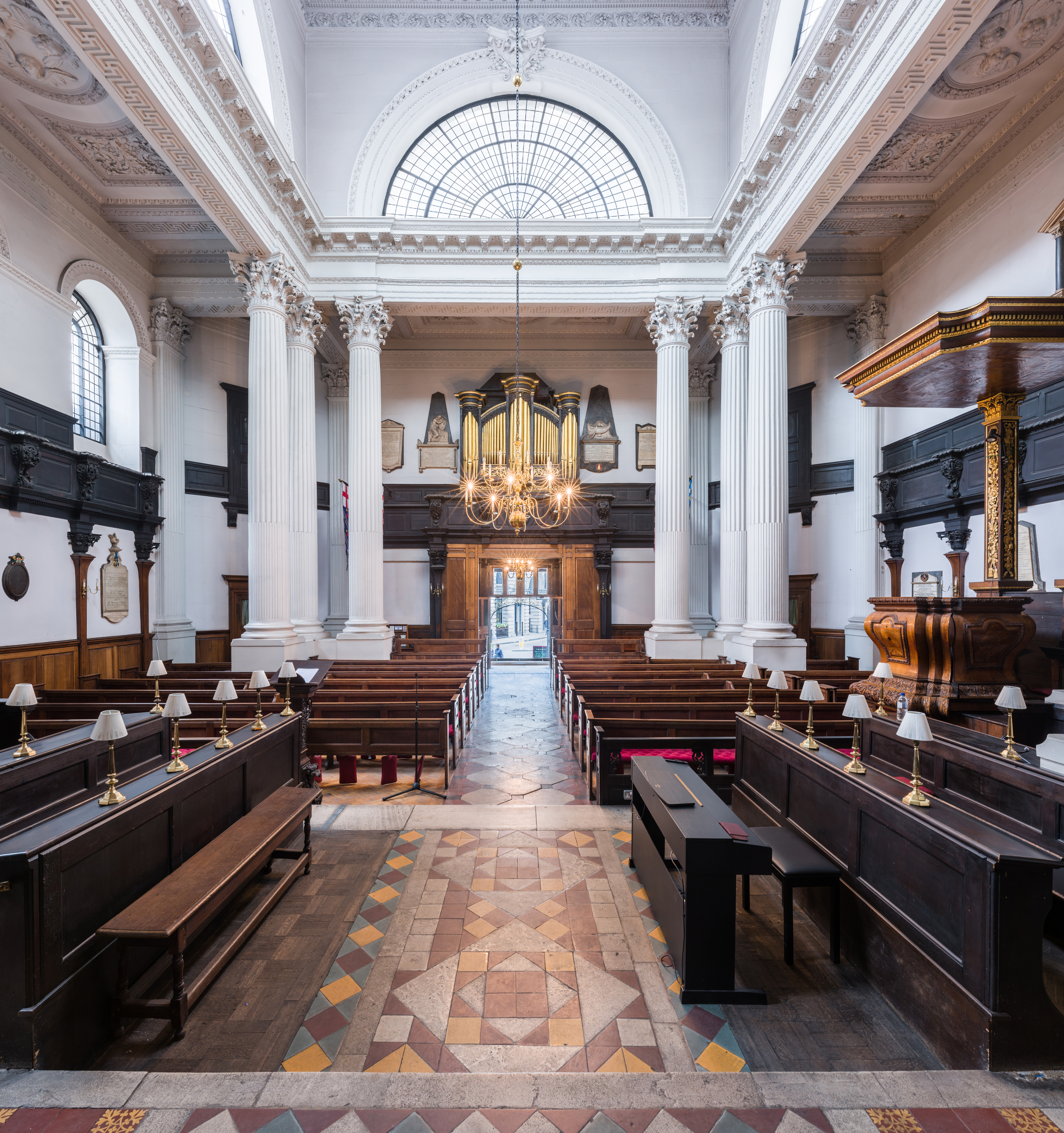
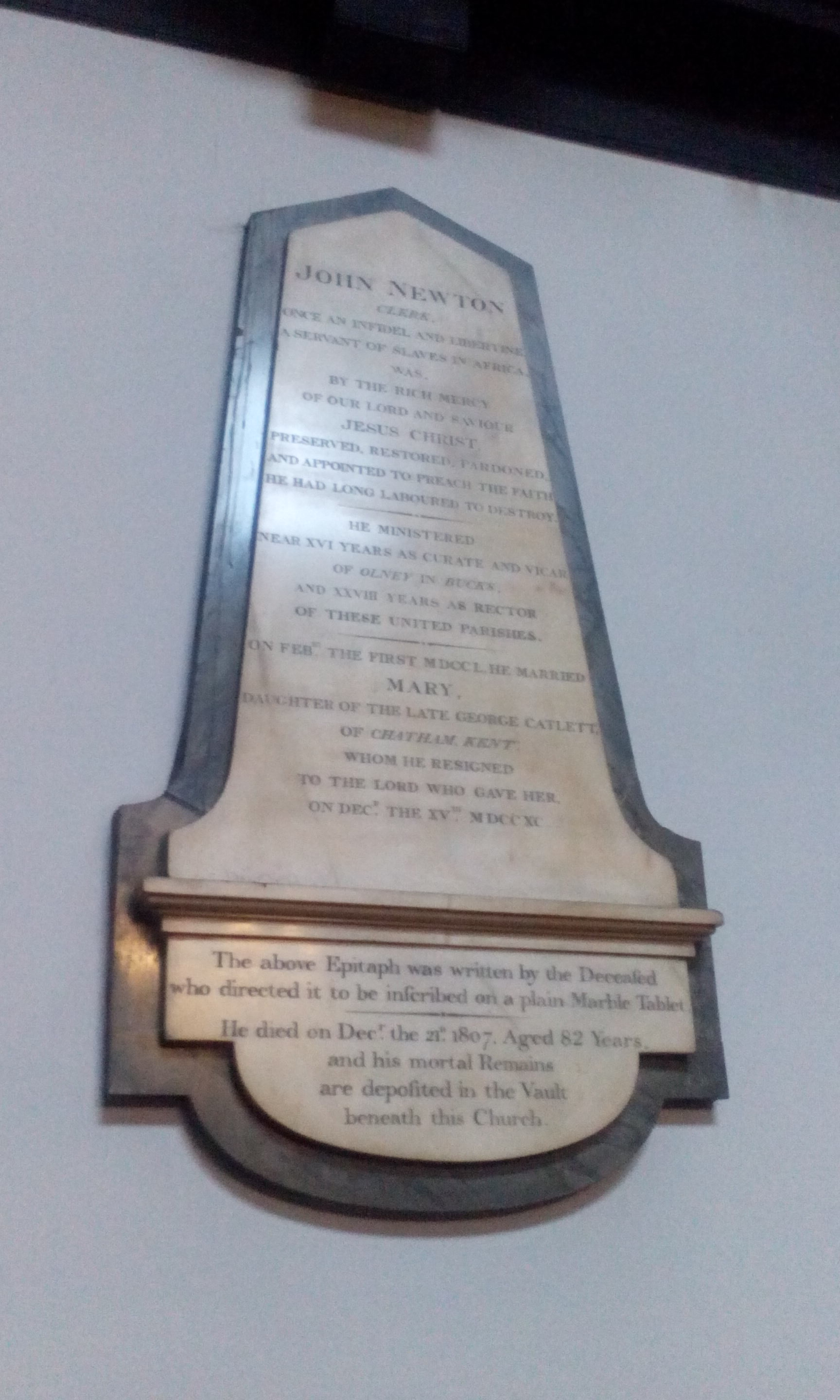